# Pavillon de Chongryu
Le pavillon de Chongryu (chosŏn'gŭl : 정, hanja : 流亭) est un monument historique situé sur la colline Moran, à Pyongyang, en Corée du Nord. Le pavillon de Chongryu fait partie des trésors nationaux de Corée du Nord.

## Description
Le pavillon est une porte de la ville fortifiée de Pyongyang. Il est peint en couleur et possède un toit en forme de grue soutenu par dix piliers. Il a été construit durant la période du Royaume Koguryo puis reconstruit en 1716 et enfin reconstruit en 1959 après avoir été endommagé pendant la guerre de Corée.